# 979년

## 연호
- 북송(北宋) 태평흥국(太平興國) 4년
- 요(遼) 보녕(保寧) 11년 / 건형(乾亨) 원년
- 일본(日本) 덴겐(天元) 2년
- 북한(北漢) 광운(廣運) 6년
- 딘 왕조(丁朝) 타이빈(太平) 10년

## 기년
- 북송(北宋) 태종(太宗) 4년
- 요(遼) 경종(景宗) 11년
- 고려(高麗) 경종(景宗) 4년
- 딘 왕조(丁朝) 선제(先帝) 12년 / 폐제(廢帝) 원년

## 사건
- 송, 태종 중국 통일